# Hwang Seung Ok
En aquest nom coreà, el cognom és Hwang.
Hwang Seung Ok (hangeul: 황승옥) és una professora sud-coreana de llengua coreana.
Treballa a l'Escola Oficial d'Idiomes de Drassanes des del 1995. A més, el 2018 va participar en el col·loqui "Corea, Japó i Xina. Arrels comunes, realitats diverses?" organitzada per la mateixa EOI.
D'altra banda, el 2017, juntament amb Hermínia Mas, va traduir al català una selecció de poemes de l'autor de renom So Jong-Ju (nominat cinc vegades al Premi Nobel de Literatura) titulada Poesies. Es tracta d'una de les primeres traduccions de poemes del coreà al català, publicada per Edicions del Roure de Can Roca.
L'any 2023 va publicar el seu primer llibre, un assaig sobre els trets culturals més destacats del seu país.

## Obra publicada
- Maum. Nueve pasos hacia Corea (en castellà).  Urano, 2023. ISBN 978-84-18714-13-9.